# 디지털 비교기
디지털 비교기(digital comparator) 또는 절댓값 비교기(magnitude comparator)는 입력으로 2개의 수를 이진 형태로 받고 기억 레지스터의 내용과 누산기의 내용에 대한 논리적인 비교를 하여 '보다 작다'·'보다 크다' 등의 조건을 정하는 하드웨어 전자 장치이다. 비교기는 중앙 처리 장치(CPU)와 마이크로컨트롤러(MCU)에 사용된다. 디지털 비교기를 예시로 들면 CMOS 4063과 4585, 그리고 TTL 7485와 74682 등이 있다.
XNOR 게이트는 두 입력 비트가 동등한 경우에 한해서만 출력이 "1"이기 때문에 기초적인 비교기로 간주된다.
디지털 비교기에 대응되는 아날로그 방식의 비교기는 전압 비교기이다. 수많은 마이크로컨트롤러들은 인터럽트의 읽기와 트리거가 가능한 자신들의 입력 중 일부에 아날로그 비교기를 갖추고 있다.

## 구현
4비트 이진수 A와 B, 이렇게 2개가 있다고 하면
{\displaystyle A=A_{3}A_{2}A_{1}A_{0}}
{\displaystyle B=B_{3}B_{2}B_{1}B_{0}}
여기서 각각의 작은 아래첨자들은 숫자들의 숫자의 하나를 가리킨다.
두 수의 유효 숫자들 쌍 모두가 같으면 이진수 A와 B는 동등하며 이를테면 다음과 같다.
{\displaystyle A_{3}=B_{3}}, {\displaystyle A_{2}=B_{2}}, {\displaystyle A_{1}=B_{1}} and  {\displaystyle A_{0}=B_{0}}